# Eremulus flagellifer
Eremulus flagellifer är en kvalsterart som beskrevs av Berlese 1908. Eremulus flagellifer ingår i släktet Eremulus och familjen Eremulidae. Inga underarter finns listade i Catalogue of Life.